# Vatnsnesvegur

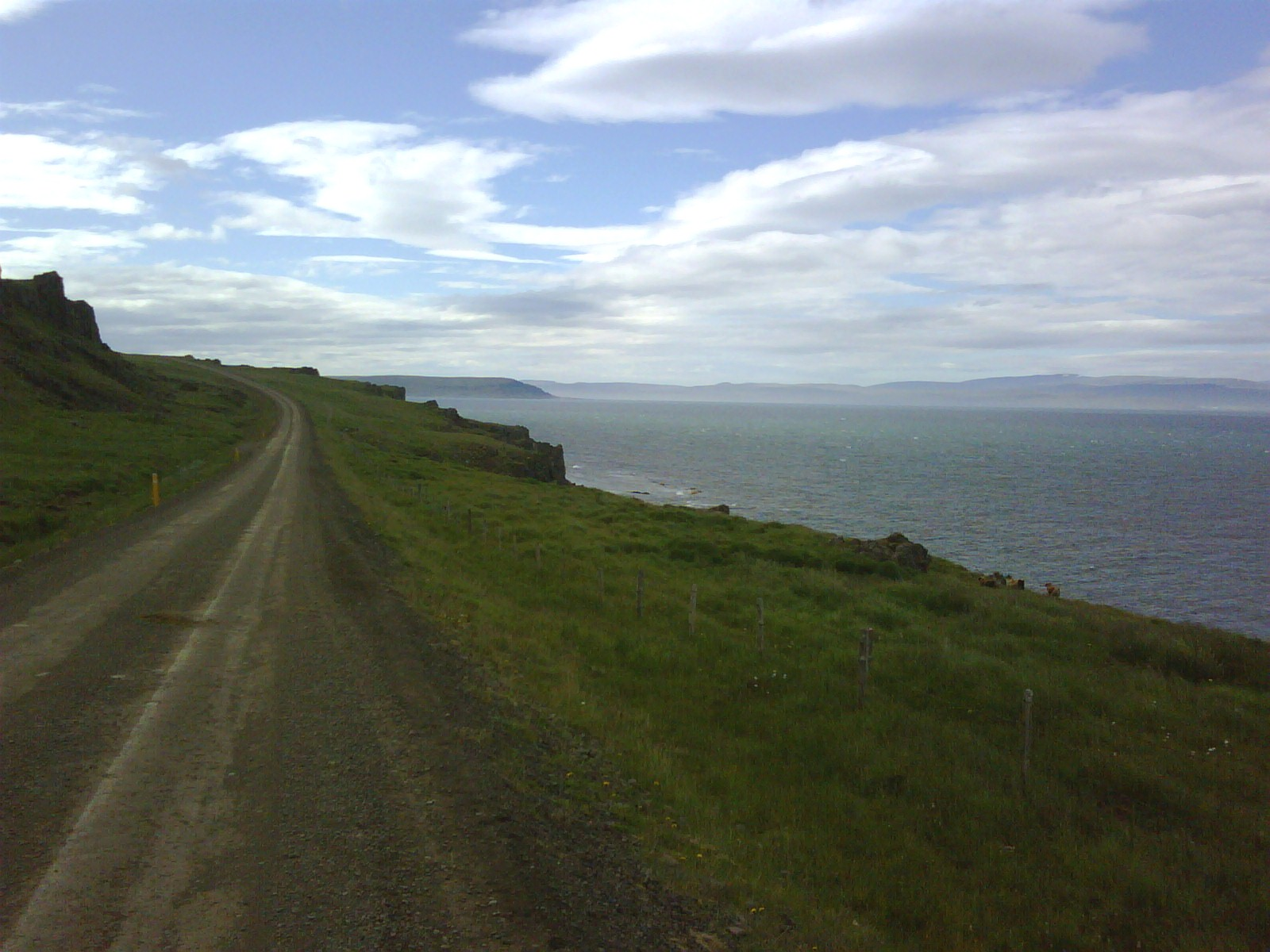
Strada 711

Vatnsnesvegur (711) è una strada dell'Islanda che collega la Hringvegur con la penisola di Vatnsnes, permettendo di visitare lo scoglio di Hvítserkur.